# West Chiltington
West Chiltington est un village du district de Horsham dans le Sussex de l'Ouest, dans le Sud de l’Angleterre.